# Theresa Grentz
Theresa Shank, coniugata Grentz (Glenolden, 24 marzo 1952), è un'ex cestista e allenatrice di pallacanestro statunitense.

## Carriera
Ha condotto gli Stati Uniti ai Campionati del mondo del 1990 (medaglia d'oro), e alle Olimpiadi di Barcellona 1992 (medaglia di bronzo).
È stata introdotta nel 2001 nella Women's Basketball Hall of Fame, e dal 2022 è membro del Naismith Memorial Basketball Hall of Fame in qualità di giocatrice.